# Port de Benicarló

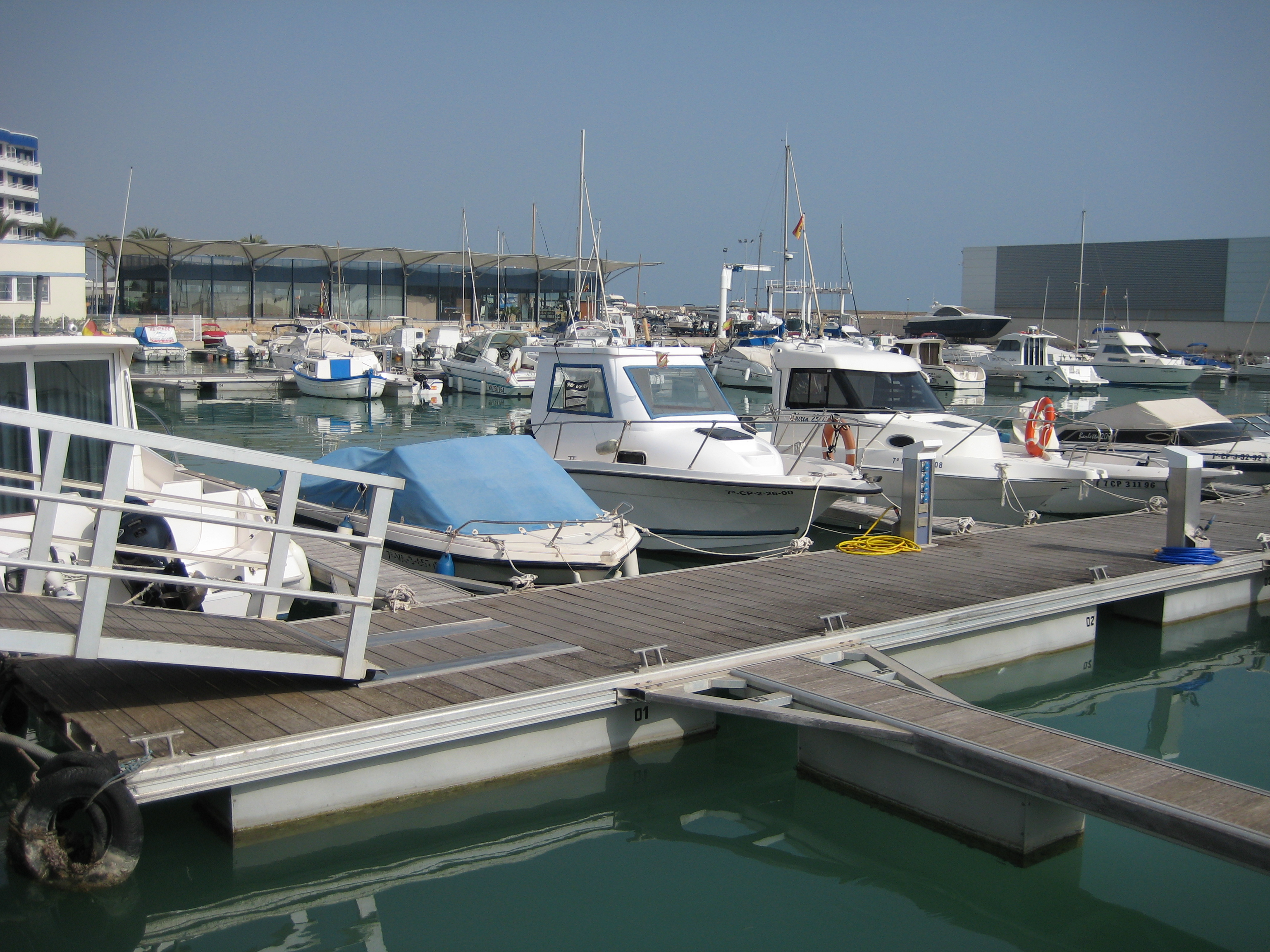
Embarcacions amarrades al port

El Port Esportiu de Benicarló se situa en el municipi valencià de Benicarló, al Baix Maestrat.
Compta amb 293 amarris esportius, per a una eslora màxima permesa de 20 metres, sent el seu calat en bocana de 5 metres.

## Serveis
Grua, travel-lift, varader i reparació, servei de marineria i vigilància 24h, control d'accés a pantalanes amb targeta electrònica, torre de control, administració, serveis i dutxes.

## Instal·lacions
Torreta de subministrament de llum i aigua il·luminades en tots els amarris, pantalanes flotants, fingers en tots els seus amarris i morts de formigó per a embarcacions de grans eslores.

## Distàncies a ports propers
- Port de Peníscola: 4,4 mn
- Port Esportiu de les Fonts (Alcossebre): 8 mn
- Port de la Ràpita: 19 mn
- Port d'Orpesa: 21,5 mn
- Port de Castelló de la Plana: 30 mn.